# Diego Porfírio
Diego Porfírio da Silva (Pindamonhangaba, 1º agosto 1999) è un calciatore brasiliano, difensore svincolato.

## Carriera
Nato a Pindamonhangaba, è cresciuto calcisticamente nelle giovanili del Taubaté. Ha esordito in prima squadra nel 2018 in un incontro della Copa Paulista. Successivamente si è trasferito al Democrata-GV per la stagione 2020.
Nel settembre 2020, viene acquistato dal Tupynambás per prendere parte al campionato di Série D. Agli inizi del 2021 si è trasferito al Desportivo Aliança, il 27 maggio dello stesso anno passa in prestito al club di Série C dello Ypiranga-RS.
L'8 dicembre 2021 viene comunicata l'estensione del prestito anche per la stagione 2022, contribuendo insieme alla squadra il raggiungimento della finale del Campionato Gaúcho per la prima volta nella storia. Il 4 aprile 2022, passa in prestito, fino all'aprile 2023, con diritto di riscatto, al Coritiba.
Il 29 maggio 2022 ha esordito nella massima divisione brasiliana, subentrando a Guilherme Biro nella vittoria in casa per 1-0 contro il Botafogo.

## Statistiche

### Presenze e reti nei club
Statistiche aggiornate al 4 giugno 2023.
| Stagione                   | Squadra                    | Campionato                 | Campionato | Campionato | Coppe nazionali | Coppe nazionali | Coppe nazionali | Coppe continentali | Coppe continentali | Coppe continentali | Altre coppe | Altre coppe | Altre coppe | Totale | Totale |
| Stagione                   | Squadra                    | Comp                       | Pres       | Reti       | Comp            | Pres            | Reti            | Comp               | Pres               | Reti               | Comp        | Pres        | Reti        | Pres   | Reti   |
| -------------------------- | -------------------------- | -------------------------- | ---------- | ---------- | --------------- | --------------- | --------------- | ------------------ | ------------------ | ------------------ | ----------- | ----------- | ----------- | ------ | ------ |
| 2018                       | Taubaté                    |                            | -          | -          |                 | -               | -               |                    | -                  | -                  | CP          | 2           | 0           | 2      | 0      |
| 2019                       | Taubaté                    |                            | -          | -          |                 | -               | -               |                    | -                  | -                  | CP          | 11          | 0           | 11     | 0      |
| Totale Taubaté             | Totale Taubaté             | Totale Taubaté             | -          | -          |                 | -               | -               |                    | -                  | -                  |             | 13          | 0           | 13     | 0      |
| gen.-set. 2020             | Democrata-GV               | M2/MG                      | 5          | 0          |                 | -               | -               |                    | -                  | -                  |             | -           | -           | 5      | 0      |
| set.-dic. 2020             | Tupynambás                 | D                          | 14         | 0          |                 | -               | -               |                    | -                  | -                  |             | -           | -           | 14     | 0      |
| gen.-mag. 2021             | Desportivo Aliança         | PD/AL                      | 11         | 0          |                 | -               | -               |                    | -                  | -                  | CA          | 4           | 0           | 15     | 0      |
| mag.-dic. 2021             | Ypiranga-RS                | C                          | 11         | 0          | CB              | -               | -               |                    | -                  | -                  |             | -           | -           | 11     | 0      |
| gen.-apr. 2022             | Ypiranga-RS                | PD/RS                      | 13         | 2          |                 | -               | -               |                    | -                  | -                  |             | -           | -           | 13     | 2      |
| Totale Ypiranga de Erechim | Totale Ypiranga de Erechim | Totale Ypiranga de Erechim | 24         | 2          |                 | -               | -               |                    | -                  | -                  |             | -           | -           | 24     | 2      |
| apr.-dic. 2022             | Coritiba                   | A                          | 8          | 0          | CB              | 0               | 0               |                    | -                  | -                  |             | -           | -           | 8      | 0      |
| gen.-mar. 2023             | Coritiba                   | A1/PR                      | 7          | 0          | CB              | 1               | 0               |                    | -                  | -                  |             | -           | -           | 8      | 0      |
| Totale Coritiba            | Totale Coritiba            | Totale Coritiba            | 15         | 0          |                 | 1               | 0               |                    | -                  | -                  |             | -           | -           | 16     | 0      |
| 2023                       | Guarani                    | B                          | 4          | 0          | CB              | 0               | 0               |                    | -                  | -                  |             | -           | -           | 4      | 0      |
| Totale carriera            | Totale carriera            | Totale carriera            | 73         | 2          |                 | 1               | 0               |                    | -                  | -                  |             | 17          | 0           | 91     | 2      |